# Ozicrypta digglesi
Espèce
Ozicrypta digglesi est une espèce d'araignées mygalomorphes de la famille des Barychelidae.

## Distribution
Cette espèce est endémique du Queensland en Australie. Elle se rencontre vers Charters Towers et Emerald.

## Description
La femelle holotype mesure 19 mm.

## Étymologie
Cette espèce est nommée en l'honneur de Silvester Diggles (1817–1880).

## Publication originale
- Raven, 1994 : Mygalomorph spiders of the Barychelidae in Australia and the Western Pacific. Memoirs of the Queensland Museum, vol. 35, no 2, p. 291-706 (texte intégral).